# Melvin H. Evans
Melvin Herbert Evans (ur. 7 sierpnia 1917 roku w Christiansted, zm. 27 listopada 1984 roku tamże) – polityk Wysp Dziewiczych Stanów Zjednoczonych.
Pierwszy demokratycznie wybrany gubernator tego amerykańskiego terytorium zależnego (swój urząd sprawował od 1 lipca 1969 roku do 6 stycznia 1975 roku). Od 3 stycznia 1979 roku do 3 stycznia 1981 roku był delegatem do Izby Reprezentantów Stanów Zjednoczonych z Wysp Dziewiczych Stanów Zjednoczonych.